# حكومة صائب سلام السادسة
الحكومة اللبنانية السادسة والأربعون بعد الاستقلال، والثانية بعهد الرئيس سليمان فرنجية، وهي سادس حكومة يترأسها صائب سلام. شكلت الحكومة بموجب المرسوم رقم 3424 بتاريخ 27 أيار / مايو 1972، ونالت الحكومة الثقة بموجب 77 صوتاً ضد 15 صوتاً، واستقالت بتاريخ 25 نيسان / أبريل 1973.

## أعضاء الحكومة
- صائب سلام رئيساً لمجلس الوزراء ووزيراً للداخلية.
- ألبير مخيبر نائباً لرئيس مجلس الوزراء ووزيراً للإعلام ووزيراً للتصميم العام ووزير دولة لشؤون التعاونيات والإسكان.
- صبري حمادة وزيراً للأشغال العامة والنقل
- أنور الصباح وزيراً للاقتصاد الوطني.
- جميل كبي وزيراً للبرق والبريد والهاتف.
- إدوار حنين وزيراً للتربية الوطنية والفنون الجميلة.
- خليل أبو حمد وزيراً للخارجية والمغتربين.
- مجيد أرسلان وزيراً للدفاع الوطني.
- سليمان العلي وزيراً للزراعة.
- ميشال ساسين وزيراً للسياحة.
- نزيه البزري وزيراً للصحة العامة.
- بشير الأعور وزيراً للعدل.
- كاظم الخليل وزيراً للعمل والشئون الاجتماعية.
- فؤاد نفاع وزيراً للمالية.
- جوزيف سكاف وزيراً للموارد المائية والكهربائية.
- بيار حلو وزير دولة لشئون النفط والصناعة.

### تعديلات حكومية
- في 3 حزيران / يونيو 1972 عين وزيرين في الحكومة:
  - خاتشيك بابكيان وزيراً للإعلام.
  - جورج سعادة وزيراً للتصميم العام.
- في 9 آب / أغسطس 1972 خرج من الحكومة وزير التربية الوطنية والفنون الجميلة إدوار حنين، وعين بدلاً منه هنري إده.
- في 2 تشرين الأول / أكتوبر 1972 خرج من الحكومة وزير التربية الوطنية والفنون الجميلة هنري إده، وعين بدلاً منه ألبير مخيبر.
- في 29 آذار / مارس 1973 حصل تعديل في مسمى وزير الدولة لشئون الإسكان والتعاونيات ليصبح وزيراً للإسكان والتعاونيات، وهو المنصب الذي يتولاه الوزير ألبير مخيبر، كما حصل تعديل في مسمى وزير الدولة لشؤون النفط والصناعة ليصبح وزيراً للصناعة والنفط وهو المنصب الذي يتولاه الوزير بيار حلو.

## وصلات خارجية
- موقع رئاسة مجلس الوزراء الرسمي